# Аль-Хасан ан-Насір
Ан-Насір Бадр ад-Дін Абуль-Малік аль-Хасан ібн ан-Насір (араб. الناصر بدر الدين أبو المعالي الحسن بن الناصر; 1334–1361) — мамелюкський султан Єгипту з династії Бахрітів.

## Життєпис
Одинадцятирічний Хасан зійшов на престол після повалення його брата Хаджжі I аль-Музаффара у грудні 1347 року групою емірів на чолі з наїб ас-салтана (на кшталт віцесултаном) Байбугою аль-Арусом, візиром Мандшаком аль-Юсуфі й еміром Таз ан-Насірі. Тріумвірат емірів узяв на себе управління країною та перш за все перепродав придбаних Хаджжі I черкеських мамлюків, що суттєво знизило навантаження на королівську казну. Фінансові резерви, сформовані батьком Хасана, султаном Мухаммадом ан-Насіром, вже були вичерпані, а проблеми з коштами поглибились поширенням чуми за кілька місяців.
Як і в Західній Європі, чуму до Єгипту принесли торгові судна з Чорного моря. Через недостатні розливи Нілу й подальший голод населення було послаблене, тож епідемія почала стрімко поширюватись. Восени 1347 року померли перші люди в Александрії, а навесні 1348 чума вже поширилась усією Дельтою. Восени та взимку того ж року вона сягнула Верхнього Єгипту й Сирії, де вона лютувала до лютого 1349 року. В цілому та перша велика епідемія скоротила приблизно на третину загальну чисельність населення Єгипту та Сирії, але мамелюкської еліти практично не торкнулась. Іноземці та знову придбані раби-мамелюки майже всі вимерли через відсутність імунітету, що лише згуртувало стару еліту мамелюків. Султан Хасан ан-Насір ховався від хвороби у своїй літній резиденції Сиріак на півночі Каїра. Не менш згубними виявились наступні короткочасні спалахи чуми (55 спалахів тільки у 1348–1517 роках). У містах смерть багатьох майстрів спричинила зростання цін на ремісничі товари. Загибель селян, з одного боку знизила вживання хлібу й дозволила краще годувати міста, але у довготривалій перспективі скорочення кількості робочих рук тільки загрожувало новим голодом. Окрім того, зменшення числа населення призвело до зниження податкових надходжень до казни султана, а також до скорочення чисельності осілих землеробів і зростання числа кочівників-бедуїнів, які неодноразово повставали проти центральної влади.
У Сирії тривала боротьба за владу: наїб ас-салтана (на кшталт віцесултана) Триполі був заарештований та вбитий Аргун-шахом, наїбом ас-салтаною (віце-султаном) Дамаска, ніби за схвалення Хасана. Тим не менше, візир Мандшак конфіскував володіння Аргун-шаха. У самому Єгипті черкеські мамелюки 1347 року спробували через переворот повернути собі привілейоване положення, яке вони займали за Хаджжі аль-Музаффара. У правлячому тріумвіраті також з'явився розкол. Емір Таз ан-Насірі був невдоволений тим, що державне управління перебувало в основному в руках Мандшака і Байбуги, які були дуже популярними в Каїрі. Байбуга скоротив платню та пайку султанських мамелюків та реорганізував дивани. При цьому султан ан-Насір не залишався осторонь і наблизив до себе начальника султанських стаєнь еміра Мугултая. Разом вони намагались розхитати розкол між Тазом і Байбугою. 1351 року Таз у союзі з Мандшаком заарештував Байбугу, який вирушив у паломництво до Мекку. Алена цьому Таз ан-Насірі не зупинився. Він змовився з еміром Саргітмишем і змусив Хасана зректись престолу на майдані перед цитаделлю. Султан Хасан був ув'язнений упродовж наступних чотирьох років у гаремі, де він в основному присвятив себе самоосвіті. Його місце на троні зайняв ще один син султана Мухаммада ан-Насіра Саліх Салахуддін.
Після перевороту Саргітмиша проти Таза ан-Насірі й подальшого повалення Саліха у жовтні 1354 року аль-Хасан ан-Насір був відновлений на престолі. Основні вигоди від реставрації отримав союзник Саргітмиша емір Шайчун, який став командувачем армії (атабеком) і фактично став правителем держави. Обидва еміри неодноразово сперечались щодо релігійних питань, але при цьому обидва були покровителями світської науки та релігійної архітектури. Так, Шайчун збудував велику мечеть після чуми 1348 року у південних районах Каїра. Саргітмиш також збудував 1356 року вражаючу медресе. Невдовзі еміри остаточно посварились. Шайчун був убитий 1357 року на очах Хасана. Хоча один з мамелюків султана зізнався, що убив еміра через особисту образу, він був страчений так швидко, що з'явились підозри у справжніх мотивах убивці. Місце Шайчуна на чолі армії зайняв сам Саргітмиш. Його успіх був нетривалим: вже у серпні 1358 року султан наказав його заарештувати та ув'язнити, після чого фактично почалось самостійне правління аль-Хасана. 
1356 року скасував митні сбори для прочан в Мецці. Натомість надав шаріфу Аджлану платню в 160 тис. дірхемів на рік та 1 тис. ірдаббів (25 т) пшениці.
22-річний султан більше не довіряв емірам батька, тому призначив на провідні посади довірених осіб, а стара гвардія була вигнана з ключових позицій. Утім навіть його власні мамелюки були менш відданими, ніж жадібними. Аль-Хасан так і не зміг створити міцну опору своєї влади.
В останні роки свого правління султан аль-Хасан ставав все більш непопулярним. Люди цінували його інтелект, але зневажали за жадібність. Він зменшив зарплатню, пенсії та прибуток від маєтків своїм офіцерам. Більша частина коштів перетікала до його масивних програм будівництва, особливо на будівництво мечеті його імені, на той момент найбільшої у світі. Розпочата 1356 року будівля була завершена за п'ять років, однак незадовго до завершення один з мінаретів упав, і сотні людей були поховані під уламками. Це тлумачили як поганий знак для правителя. У той час у султана з'явився сильний опонент в особі фаворита еміра Шассакі аль-Ялбуги. Ялбуга спровокував повстання населення міста, й аль-Хасан спробував утекти до Керака. У березні 1361 року він потрапив у полон та був ув'язнений. Як він умер, невідомо. У мавзолеї мечеті султана Хасана тіло самого Хасана виявлено не було.